# 마쓰다이라 지카타다 (가타노하라 마쓰다이라 가)
마쓰다이라 지카타다(일본어: 松平親忠, ? ~ 1541년 10월 31일)는 센고쿠 시대에 활약한 가타하라 마쓰다이라 가의 3대 당주이다. 2대 당주 마쓰다이라 사다스케의 아들로, 아명을 야타로(弥太郎)라고 했다. 가독을 이어, 미카와국의 가타하라 성(가마고리시 가타하라 정 히가시코 성東古城)의 성주가 된다. 관직명은 사도노카미(佐渡守).
지카타다는 마쓰다이라 기요야스에게 사관했지만, 1535년(덴분 4년) 모리야마 성(나고야시 모리야마 구 시장)에서 기요야스가 살해당한 후, 적자 마쓰다이라 이에히로의 처로서 미즈노 다다마사(水野忠政)의 딸 오죠노카타(於丈の方 또는 於上の方)를 맞이하는 등, 서 미카와에 세력을 확대한 오다(織田) 측과의 접촉을 도모했다.
1541년(덴분 10년)에는 도죠 성(東条城, 아이치현 기라 정吉良町 마다라메駮馬)의 성주 기라 요시아키(吉良義昭)를 공격하는 등, 이 시기에는 오카자키의 마쓰다이라 히로타다와 함께, 어쩔 수 없이 오다 측에 협력했다.
묘소는 아이치 현 가마고리 시 니시우라 정(西浦町) 기타반바(北馬場)의 고츄지(光忠寺)에 있으며, 법명은 도운원전봉예서안정광(到運院殿峯誉西岸浄光)이다.
| 전임 마쓰다이라 사다스케 | 제3대 가타노하라 마쓰다이라 가문 당주 | 후임 마쓰다이라 이에히로 |